# Dariusz Garstka
Dariusz Garstka (ur. 25 sierpnia 1964 w Poznaniu) – polski koszykarz występujący na pozycji skrzydłowego, wielokrotny medalista mistrzostw Polski.

## Osiągnięcia
Na podstawie, o ile nie zaznaczono inaczej.
Klubowe
- 4-krotny mistrz Polski (1983, 1984, 1988, 1990)
- 4-krotny wicemistrz Polski (1985, 1987, 1988, 1991)
- Zdobywca Pucharu Polski (1984)
- Mistrz Polski Juniorów (1983)[2]
- MVP mistrzostw Polski Juniorów (1983)[2]